# TT Pro League
La TT Pro League, ufficialmente TT Premier Football League, è la massima serie del campionato trinidadiano di calcio.

## Formula
A partire dalla stagione 2024-2025, tra le prime due leghe calcistiche di Trinidad e Tobago (TT Pro League e TT Super League) sono state introdotte promozioni e retrocessioni, che in precedenza esistevano solo nelle leghe inferiori.

## Albo d'oro
| Stagione  | Squadra           |
| --------- | ----------------- |
| 1999      | Defence Force     |
| 2000      | W Connection      |
| 2001      | W Connection      |
| 2002      | San Juan Jabloteh |
| 2003      | San Juan Jabloteh |
| 2004      | Port of Spain     |
| 2005      | W Connection      |
| 2006      | Joe Public        |
| 2007      | San Juan Jabloteh |
| 2008      | San Juan Jabloteh |
| 2009      | Joe Public        |
| 2010-2011 | Defence Force     |
| 2011-2012 | W Connection      |
| 2012-2013 | Defence Force     |
| 2013-2014 | W Connection      |
| 2014-2015 | Central           |
| 2015-2016 | Central           |
| 2016-2017 | Central           |
| 2017      | Port of Spain     |
| 2018      | W Connection      |
| 2019-2020 | Defence Force     |
| 2020-2021 | Cancellato        |
| 2023      | Defence Force     |
| 2023-2024 | Port of Spain     |
| 2024-2025 | Defence Force     |

## Statistiche

### Titoli per squadra
| Club                  | Vittorie | 2º | Stagioni                           |
| --------------------- | -------- | -- | ---------------------------------- |
| W Connection          | 6        | 8  | 2000, 2001, 2005, 2012, 2014, 2018 |
| Defence Force         | 6        | 1  | 1999, 2011, 2013, 2020, 2023, 2025 |
| San Juan Jabloteh     | 4        | 3  | 2002, 2003, 2007, 2008             |
| Central               | 3        | 3  | 2015, 2016, 2017                   |
| Port of Spain         | 3        | -  | 2004, 2017, 2024                   |
| Joe Public            | 2        | 3  | 2006, 2009                         |
| Morvant Caledonia Utd | -        | 2  | ---                                |
| T&TEC                 | -        | 1  | ---                                |
| La Horquetta Rangers  | -        | 1  | ---                                |
| Police                | -        | 1  | ---                                |